# Урођене аномалије уретера
Урођене аномалије уретера су већа група развојних аномалија настала у току ембрионалног развоја мокраћног система.

## Релевантна анатомија
Уретери су упарене мишићне цеви које иду од бубрежне карлице до мокраћне бешике. На свом путу они пролазе у кроз ретроперитонеално везивно ткиво на серпентински начин. Уретери пролазе  и кроз три природна сужења:
- уретеропелвични спој,
- укрштање илијачних крвних судова,
- уретеровезикални спој (УВС),  који се може поделити на дела дела:
  - терминални део (јукставезикални уретер),
  - интрамурални део,
  - субмукозни део (испод слузокоже бешике).

Од бубрежне карлице до илијачних крвних судова, уретер се назива трбушни или абдоминални уретер. Од илијачних крвних судова до мокраћне бешике, уретер се назива карлични уретер.   

## Епидемиологија

### Удвостручени уретер
Удвостручени (дуплицирани) уретер је најчешћа аномалија уринарног тракта, са инциденцијом 8% код деце са инфекцијом уринарног тракта.
Непотпуна дупликација уретера се примећује код отприлике 1 од 25 особа.
Потпуна дупликација је присутна код отприлике 1 од 125 особа.
Потпуно удвостручење на једној страни у 40% случајева доводи до потпуног удвостручења на другој страни.
Отприлике 10% браће и сестара такође може бити погођено потпуним удвостручењем уретера.

### Ектопични уретери
Инциденција ектопичних уретера је отприлике 1 на 2.000 новорођенчади.
Отприлике 10% је билатерално.
Ектопични уретери се чешће јављају код жена него код мушкараца (са мушко женским односом 6:1). Код жена, више од 80% ектопичних уретера мокраћу дренира удвостручени системе. Код мушкараца, већина ектопичних уретера одводи један систем.
Приближно 80% свих ектопичних уретера дренира горњи пол удвострученог бубрега.
Код мушкараца, уретери се увек завршавају проксимално од спољашњег сфинктера и могу се наћи на:
- врату мокраћне бешике/простатичној уретри (48%),

- семенским везикулима (40%),

- ејакулационом каналу (8%),

- семеноводу (3%)

- епидидимис (0,5%).

Код жена, уретери се могу завршавати на:
- врату мокраћне бешике/уретри (35%),
- предворју (30%),
- вагини (25%)
- материци (5%).

### Мегауретер
Билатерално мегауретер је присутна код око 20% пацијената са примарном опструкцијом мегауретера.
Примарни опструирани мегауретер се чешће јављају код мушкараца (са мушко женским односом и жена од скоро 4:1).
Леви уретер је чешће погођен  него десни.

### Уретерокеле
Инциденција уретерокеле је отприлике 1 случај на 4.000 деце.
У отприлике 80% случајева јавља код жена, а у отприлике 10% случајева  је билатерално.
Отприлике у 80% случајева уретерокела је повезано са удвострученим сабирним системима, при чему су једносистемске уретерокеле чешће код мушкараца и одраслих.

### Везикоуретерални рефлукс
Инциденција ВУР је око 1 слулај на 500 деце.
Инциденција је око 40% код пацијената који су подвргнути евалуацији за инфекцију уринарног тракта.
ВУР је присутан код 40%-50% деце са хроничним обољењем бубрега.
Пријављени ризик од рефлукса код брата и сестре је 27%  до 43%.
Приближно 50% потомака жена са рефлуксом такође има ВУР.

## Етиологија
Ембрионални пупољак уретера, као рани прекурсор уретера, грана се од каудалног дела вулфовог (мезонефричног) канала између четврте и шесте недеље гестације. Кранијални део пупољка уретера спаја се са метанефричним бластемом и почиње да изазива формирање нефрона. Пупољак се затим грана у бубрежну карлицу и чашице и индукује формирање нефрона. Каудално, мезонефрични канал (заједно са уретералним пупољком) је уграђен у клоаку док формира тригон бешике. Промене у броју пупољака, положају или времену развоја доводе до аномалија уретера.
Рано гранање једног пупољка уретера доводи до непотпуног (делимичног) удвајања, са једним отвором уретера и бифидним проксималним уретерима. Додатни уретерални пупољак ствара потпуну дупликацију, при чему горњи уретер обично вири у мокраћну бешику пут унутра и ниже од доњег уретера. Ектопични завршетак једног система или уретера дуплекс система је резултат високог (кранијалног) порекла уретералног пупољка из мезонефричног канала. Због закаснеле инкорпорације уретералног пупољка у бешику, резултујући положај отвора уретера је каудални и медијални или се у тежим случајевима убацује у једну од структура Волфовог канала као што је горе наведено.
Функција уретера је да ефикасно транспортује уринарни болус од малих чашица бубрега до мокраћне бешике под прихватљиво ниским притисцима. Ефикасност овог задатка зависи од адекватне коаптације зида уретера да би се покренуо уринарни болус. Ако уретер не успе да пропагира перисталтички талас, статички мокраћа растеже горњи уринарни тракт и смањује коаптацију лумена. Други фактори који могу утицати на транспорт уретера укључују запремину мокраће и притисак у мокраћној бешици.

## Врсте
Урођене аномалије уретера укључују следеће врсте поремећаја:

### Удвостручени уретер
Удвостручен уретер или дупликацији уретера је урођена аномалије настала у ембрионалном развоју мокраћног система, код које уместо једног уретералног пупољка у ембриону настану два.
Пацијент са аномалијом удвострученогуретера може имати бифидне уретере (делимична или непотпуна дупликација) или два уретера која се одвојено празне у мокраћну бешику (комплетна дупликација).  Најчешће је комплетна, што значи да бубрег дренирају два уретера која се у мокраћну бешику уливају са два одвојена ушћа. При чему сваки дренира једну половину бубрега.
Уретер горњег пола је једна од компоненти удвострученог бубрега. Он дренира горњи пол удвострученог бубрега. Слично, доњи пол бубрега дренира уретер доњег пола. Вероватније је да ће горњи уретер бити повезан са ектопичном инсерцијом, уретерокелом и/или опструкцијом, док је доњи уретер чешће повезан са ВУР.
Код комплетне дупликације увек постоји укрштање уретера, тако да се онај који дренира горњи пол бубрега улива у мокраћну бешику ниже од оног који дренира доњи пол бубрега. Код комплетне дупликације је обично један рефлуксиван (чешће) или опструктиван (ређе) уретер.
Дупликација може бити и инкомплетна, када постоје два уретера али се на неком нивоу они спајају у заједнички уретер, који се потом дистално улива једним ушћем у мокраћну бешику (Y уретер). Овакав уретер може бити рефлуксиван или опструктиван.
Постоји и могућност да су оба уретера оболела (и са било којом комбинација) или да су оба без аномалија.

### Ектопични уретер
Ектопични уретер се јавља када се уретер одводи мокраћу до абнормално лоцираног (ектопичног) отвора.  Током развоја уретера танка мембрана (Chawallia мембрана) раздваја лумен уретера и урогенитални синус на нивоу споја уретера и урогениталног синуса. Руптуром ове мембране долази до дренаже мокраће из уретера у урогенитални синус. Ектопични уретер код мушкараца обично се дренира у простату (у 50% случајева).
Обострана једносистемска уретерална ектопија је ретка и обично коегзистира са мноштвом других аномалијама уринарног тракта (нпр. ВУР, бубрежна дисплазија, рудиментарни развој бешике). 

### Мегауретер
Урођени (примарни) мегауретер је аномалија непознатог узрока код које су због поремећаја у отицању мокраће у завршном делу уретера, један или оба уретера. Мегауретера који је у пречнику шири од 7 мм, у почетку је проширен, издужен, хипертрофичних зидова и снажне перисталтике, а касније истањених, фиброзно промењених зидова, са ослабљеном. перисталтиком.
Мегауретери се могу класификовати у следеће четири категорије:
- обструкциони
- рефлуксни
- обструкциони и рефкуксни
- неопструкциони/нерефлуксни

Мокраћна бешика и уретра су нормални, а најчешће и орификацијум (отвори) уретера. Обично постоје и хидронефроза и оштећење бубрега. 
У већини случајева урођени мегауретер је удружен са другим аномалијама или је последица везикоуретералног рефлукса.

### Уретерокела
Уретерокела или уретероцела је цистична дилатација или округло проширење субмукозног интравезикалног или завршног дела уретера који лежи између слузнокоже тригонума и детрусора и стрчи у лумен мокраћне бешике. Најчешће је опструктивна, и значајно се чешће јављају код удвостручења (дупликације) уретера (која најчешће укључује горњи пол удвостручених уретера).
Ако се уретерокела протеже изван бешике у уретру, сматра се ектопичном уретерокелом. Уретерокела која се налази у бешици сматра се ортотопском уретерокелом.

### Везикоуретерални рефлукс
Везикоуретерни рефлукс (ВУР) је поремећај у ретроградном току мокраће из мокраћне бешике према  уретеру и/или бубрезима. Настаје услед анатомске и/или функционалне слабости везикоуретерног споја. 
Примарни облик везикоуретерног рефлукса најчешће се јавља код деце као пролазан феномен у најранијем детињству. 
Породични облик везикоуретерног рефлуксаје у две трећине случајева је асимптоматски, и редак предиктор реналног оштећења и хипертензије ако није удружен са дисплазијом бубрега и дисфункцијом мокраћне бешике.
Раније се сматрало да се повреда бубрега изазвана рефлуксом јавља првенствено код деце млађе од 2 године. Међутим, ризик од оштећења бубрега од пијелонефритиса повезаног са ВУРом може се јавити код особа које су знатно старије од овог узраста.
Рефлукс такође може бити повезан са регионима бубрежне дисплазије или хипоплазије у одсуству УТИ и сматра се да је секундарни у односу на абнормални развој.
Рефлукс који је последица високог притиска у бешици, као што је онај који се јавља код пацијената са задњим уретралним вентилима (ЗУВ) или опструкцијом излаза бешике (ОИБ) често је повезан са повредом бубрега. Повреда бубрега изазвана рефлуксом може се кретати од клинички тихих фокалних ожиљака до генерализованих ожиљака и атрофије бубрега (рефлукс нефропатија), што може довести до морбидитета током трудноће, хипертензије посредоване ренином, бубрежне инсуфицијенције, па чак и бубрежне болести у завршној фази.

## Прогноза
Исход аномалија уретера углавном зависи од присуства или одсуства опструкције и/или инфекције и повезане повреде бубрега. У недостатку ових, лечење можда неће бити потребно, посебно у случају изолованих аномалија удвострићеног (дупликације) уретера, ВУР ниског степена, мале ортотопске уретерокеле или неопструираног примарног мегауретера без рефлукса. Што се тиче примарних мегауретера, као иу случају ВУР-а, уобичајена је спонтана резолуција. У случају опструкције примарног мегауретера, мања је вероватноћа да ће доћи до спонтане резолуције; међутим, једна студија је пријавила 70% спонтане регресије.
Мање је вероватно да ће се случајеви ВУР-а високог степена спонтано повући и већа је вероватноћа да ће бубрег довести у опасност од ожиљака услед пијелонефритиса. Превенција инфекције је од суштинског значаја да би се смањио ризик од оштећења бубрега; стога се континуирана антибиотска профилакса обично користи код деце са ВУР високог степена док се чека спонтано решавање. У случају опструктивних уретерокела, третман за ублажавање опструкције оптимизује очување бубрежне функције, пошто хронична опструкција може довести до погоршања функције бубрега.